# Крестовская отмель
Крестовская отмель — прибрежная отмель в северо-восточной части Невской губы. Располагается у западной стрелки Крестовского острова, с севера ограничена Елагинским фарватером, с юга — Петровским фарвартером.

## История
На протяжении столетий данная территория представляла собой низменный болотистый берег, периодически затапливавшийся водами Финского залива. В первой половине XVIII века границы отмели формировали безымянный канал, который на протяжении двух десятков лет разделил болотистую часть Крестовского острова на две неравные части. В окрестностях Крестовской отмели существовала деревня Новокрестовская, находившаяся восточнее на месте нынешнего Гребного канала. На самом краю отмели находилась площадка 18-орудийной батареи «Крестовская», размещавшаяся на топком побережье стрелки острова. По местонахождению артиллерийских батарей отсюда пошло название Батарейная дорога — улицы, которая начиналась от пересечения с Рюхиной улицей и шла прямо до конца острова (до 1889 года являлась частью Средней Большой аллеи). Окрестности отмели и всей западной части Крестовского острова были покрыты низкорослыми лесами, часть из которых во второй половине XIX века была вырублена в результате возделывания огородных полей и создания охотничьих угодий. К концу 1910-х годов весь лес в окрестностях отмели был вырублен, а на месте уничтоженных артиллерийских батарей была организована городская свалка, заброшенная к концу третьего десятилетия XX века. В 1932—1933 годах заброшенная городская свалка была ликвидирована в связи с намытием и укреплением суши под основание будущего стадиона имени Кирова, футбольное поле которого расположилось на месте исчезнувшей артиллерийской площадки. В прежних очертаниях Крестовская отмель существовала до середины 1930-х. В 1979 году часть намытой суши была отжата в качестве материала для укрепления просевшего от времени холма стадиона имени Кирова во время его реконструкции, в результате чего берег западной стрелки Крестовского острова выпрямился. В нынешних очертаниях Крестовская отмель существует с 2016 года: часть суши была вновь намыта теперь уже для строительства опор эстакады центрального участка ЗСД, а также для комплексного расширения и благоустройства западной части Крестовского острова в рамках создаваемой инфраструктуры «Газпром Арены», возведённой на месте стадиона имени С. М. Кирова в 2007—2016 годах.
Сегодня на намытой части отмели расположены улицы Северная дорога, Южная дорога, стадион «Газпром Арена» и станция Невско-Василеостровской линии метрополитена «Зенит».